# Natalia Nykiel
Natalia Nykiel (Mrągowo, 8 febbraio 1995) è una cantante e cantautrice polacca.
Ha prodotto due album in studio entrambi per la Universal Music: Discordia è entrato in classifica in Polonia.

## Discografia

### Album in studio
- 2014 – Lupus Electro
- 2017 – Discordia
- 2022 – Regnum